# Pleurolobus grandiflorus
Pleurolobus grandiflorus là một loài thực vật có hoa trong họ Đậu. Loài này được (Walter) MacMill. miêu tả khoa học đầu tiên năm 1892.